# Băieții din strada Pál (film din 1969)
Băieții din strada Pál (titlul original: în maghiară A Pál utcai fiúk) este un film dramatic de coproducție ungaro - american, realizat în 1969 de regizorul Zoltán Fábri, după romanul omonim al scriitorului Ferenc Molnár, protagoniști fiind actorii Mari Törőcsik, Sándor Pécsi, László Kozák și Anthony Kemp.

## Rezumat
Cele povestite în film au loc la Budapesta în aprilie 1902. Băieții, care se joacă după-amiaza pe maidanul din strada Pál, află că grupul cămășilor roșii care sălășuiesc în grădina botanică, cu liderul lor Feri Áts, se pregătesc să le ocupe terenul, pentru că au nevoie și ei de un teren de bătut mingea. În pregătirea atacului, János Boka este ales căpitan, toată lumea primește grad de ofițer, doar blondul cel slab, Ernő Nemecsek rămâne soldat.
Deoarece și Dezső Geréb a tânjit la funcția de lider, a rămas în josul listei de vot, așa că din răzbunare îi ajută pe cei din cămășile roșii. Trădarea lui iese la iveală când Boka, Csónakos și Nemecsek se strecoară în grădina botanică într-o noapte pentru a lăsa o notă că au fost pe acolo. Cu toate acestea, din cauza unei neînțelegeri, asociația de chituri îl suspectează pe Nemecsek de trădare, iar numele acestuia este trecut în procesul-verbal cu litere mici. Nemecsek, în schimb, vrea să-și demonstreze loialitatea și să recâștige steagul lor răpit de inamic, dar între timp trebuie, la instrucțiunile lui Áts, să se scalde în apa rece a iazului din grădina botanică.
În ziua bătăliei, Nemecsek, deja bolnav, având febră, fuge de acasă pentru a lua parte la luptă. Vede de pe o stivă de lemne că Feri Áts vrea să-și elibereze ilegal echipa sa prizonieră încuiată în colibă, își pierde brusc cunoștința și în cădere doborându-l pe Áts, contribuie la victorie.
Este numit apoi căpitan în semn de recunoaștere a meritelor sale, iar asociația de chituri îi eliberează o diplomă de onoare. Dar Nemecsek moare de pneumonie și, astfel nu mai află că în curând pe locul maidanului pentru care s-au luptat cu băieții, va fi construită o casă cu patru etaje.

## Distribuție
- Anthony Kemp – Ernő Nemecsek
- Mari Törőcsik – mama lui Nemecsek
- László Paál – András Nemecsek, maistru croitor, tatăl lui Ernő
- William Burleigh – János Boka
- Julien Holdaway – Feri Áts,căpitanul „cămășilor roșii”
- Robert Efford – Csónakos
- Mark Colleano – Csele
- Gary O'Brien – Weisz
- John Moulder-Brown – Dezső Geréb
- Sándor Pécsi – dl. profesor Rácz
- László Kozák – Janó
- Martin Beaumont – Kolnay
- Paul Bartlett – Barabás
- Earl Younger – Leszik
- György Vizy – Richter
- Peter Delmar – Pásztor cel mai vârstnic
- Miklós Jancsó – Pásztor cel tânăr (ca Miklós Jancsó jr.)
- Attila Némethy – Wendauer

## Premii și nominalizări
- 1969 - Premiul Oscar
  - Nominalizat la Premiul Oscar pentru cel mai bun film străin[4]

## Literatură
- Ferenc, Molnár, Băieții din strada Pál, tradus de V. Micu, București, 1957: Editura Tineretului;